# ATP-toernooi van Kuala Lumpur (voormalig)
Het ATP-toernooi van Kuala Lumpur was een tennistoernooi voor mannen dat tussen 1993 en 1995  op de ATP-kalender stond. Het werd gehouden in de Maleisische hoofdstad Kuala Lumpur. Het toernooi kwam op de ATP-kalender als vervanging van het ATP-toernooi van Singapore en na 1995 verdween het toernooi ook weer naar Singapore.

## Finales

### Enkelspel
| Jaar        | Winnaar         | Runner-up          | Score         |
| ----------- | --------------- | ------------------ | ------------- |
| 1995        | Marcelo Ríos    | Mark Philippoussis | 7-6, 6-2      |
| 1994        | Jacco Eltingh   | Andrej Olchovski   | 7-6, 2-6, 6-4 |
| 1993 (Okt.) | Michael Chang   | Jonas Svensson     | 6-0, 6-4      |
| 1993 (Jan.) | Richey Reneberg | Olivier Delaître   | 6–3, 6–1      |

### Dubbelspel
| Jaar        | Winnaars                        | Runners-up                          | Score         |
| ----------- | ------------------------------- | ----------------------------------- | ------------- |
| 1995        | John McEnroe Mark Philippoussis | Grant Connell Patrick Galbraith     | 7-5, 6-4      |
| 1994        | Jacco Eltingh Paul Haarhuis     | Nicklas Kulti Lars-Anders Wahlgren  | 6-0, 7-5      |
| 1993 (okt.) | Jacco Eltingh Paul Haarhuis     | Jonas Björkman Lars-Anders Wahlgren | 7-5, 4-6, 7-6 |
| 1993 (jan.) | Jacco Eltingh Paul Haarhuis     | Henrik Holm Bent-Ove Pedersen       | 7-5, 6-3      |

1993 (jan.) · 1993 (okt.) · 1994 · 1995
ITF-toernooien (mannen en vrouwen)

ATP-toernooien (mannen) – ATP-seizoen 2025

WTA-toernooien (vrouwen) – WTA-seizoen 2025

Voormalige toernooien mannen
Voormalige toernooien vrouwen
Voormalige amateurtoernooien